# Milieumodificatieconventie
De Milieumodificatieconventie, officieel het Verdrag inzake het verbod op militair of ander vijandig gebruik van technieken voor milieumodificatie (Engels:  Environmental Modification Convention (ENMOD), formeel Convention on the Prohibition of Military or Any Other Hostile Use of Environmental Modification Techniques) is een internationaal verdrag dat elk militair of anderszins vijandig gebruik verbiedt van technieken voor milieumodificatie die een wijd verspreid, langdurig of ernstig effect hebben. Het verdrag werd op 18 mei 1977 in Genève ondertekend, en trad in werking op 5 oktober 1978. 
De Conventie verbiedt het gebruik van technieken voor weerbeïnvloeding met de bedoeling schade toe te brengen. Er bestaat discussie over of het militair gebruik van herbicides zoals Agent Orange van toepassing is op de Conventie, of eventueel ook zou vallen onder het Biodiversiteitsverdrag of het Protocol van Genève.

## Geschiedenis
Het probleem van de artificiële manipulatie van het weer en de omgeving kwam in de vroege jaren 1970 op de internationale agenda. Nadat de Verenigde Staten in juli 1972 hadden verklaard af te zien van het militair gebruik van klimaatverstorende technieken riep de VS-Senaat op een internationale overeenkomst te sluiten voor een "verbod op het militair gebruik van milieu- of geofysische modificatietechnieken”. En nadat het Department of Defense de militaire toepassing van milieumodifcatietechnieken had onderzocht, besloot de VS in overleg te treden met de Sovjet-Unie om de mogelijkheid van een internationaal verdrag te onderzoeken. In 1974 en 1975 volgden dan enkele onderhandelingsrondes, met in 1975 een ontwerpverdrag dat werd voorgesteld op de Conference on Disarmament, en na wijzigingen aangenomen in 1976. De Conventie werd dan formeel goedgekeurd door de Algemene Vergadering op 10 december 1976 (resolutie 31/72). 

## Partijen
Het verdrag was in 2019 door 78 lidstaten geratificeerd. Daartoe behoren weliswaar de meeste grote industrielanden, maar notoire uitzonderingen zijn onder meer Frankrijk, Mexico, Nigeria, Saoudi-Arabië en Zuid-Afrika, 

## Structuur en organisatie
De Conventie telt tien artikels en een Bijlage over het Raadgevend Comité van Experten. Het eindrapport aan de Algemene Vergadering bevat daarnaast ook enkele toelichtingen  van de onderhandelaars. De Conventie voorziet ook periodieke herzieningen: een eerste herzieningsconferentie (Review Conference) werd gehouden in 1984, een tweede in 1992. Tegen 1 mei 2013 werden de ondertekenaars verzocht hun standpunt inzake een derde herzieningsconferentie over te maken.  
Het verdrag past in het kader van de inspanningen van de Verenigde Naties voor ontwapening, en wordt dan ook beheerd door het VN-Bureau voor Ontwapening (UNODA). 